# Just Like Heaven
Just Like Heaven är en amerikansk romantisk komedifilm, med inslag av fantasy, från 2005 i regi av Mark Waters. Den är baserad på den franske författaren Marc Levys roman Om det ändå vore sant (orig. Et si c'était vrai...) från år 2000. Den hade premiär i USA den 16 september 2005 och i Sverige den 9 december samma år. Filmen är barntillåten.

## Handling
Elizabeth (Reese Witherspoon) kan efter en bilolycka röra sig fritt från sin kropp som ligger i koma. Hon vet inte om att hon ligger i koma förrän hon träffar David (Mark Ruffalo), som hyr hennes lägenhet per månad. David, som är nästan ensam om att uppfatta henne, tror att han blivit tokig när han ser Elizabeths gestalt och försöker bli av med henne och Elizabeth vill ha tillbaks sin lägenhet.

## Rollista
- Reese Witherspoon – Elizabeth Masterson
- Mark Ruffalo – David Abbott
- Ivana Miličević – Katrina
- Jon Heder – Darryl
- Donal Logue – Jack Houriskey
- Dina Waters – Abby Brody
- Rosalind Chao – Fran Lo
- Ben Shenkman – Brett Rushton
- Joel McKinnon Miller – Lead Ghostbuster
- Caroline Aaron – Grace
- Kerris Dorsey – Zoe Brody
- Alyssa Shafer – Lily Brody
- Willie Garson – Maitre D'

## Produktion
Filmen är inspelad i Los Angeles och San Francisco. 

## Musik i filmen
- "Lust for Life", skriven av David Bowie och Iggy Pop, framförd av Kay Hanley
- "I Put a Spell on You", skriven och framförd av Screamin' Jay Hawkins
- "Just Like Heaven", framförd av The Cure
- "Brass in Pocket", skriven av Chrissie Hynde och James Honeyman-Scott, framförd av Kelis
- "Just My Imagination (Running Away with Me)", skriven av Barrett Strong och Norman Whitfield, framförd av Pete Yorn
- "Strange Invitation", skriven och framförd av Beck Hansen
- "Good Times Roll", skriven av Ric Ocasek, framförd av The Cars
- "Just Like Heaven", skriven av Robert Smith, Boris Williams, Simon Gallup, Paul Thompson och Laurence Tolhurst, framförd av Katie Melua
- "Tomorrow", från musikalen Annie, skriven av Martin Charnin och Charles Strouse, framförd av Reese Witherspoon
- "Bad Faith", skriven av Andrew Dorfman
- "Fuji Dawn", skriven av Andrew Dorfman
- "Ghostbusters", skriven av Ray Parker Jr., framförd av Bowling for Soup
- "Big Brown Eyes", skriven och framförd av Ron Hacker
- "Jungle Fever", skriven av Bill Ador, framförd av Chakachas
- "Moonbeam Lullabye", skriven och framförd av Daniel May
- "Swim with Me", skriven av Murray Cook, Jeff Fatt, Anthony Field, Greg Page och Paul Paddick, framförd av The Wiggles
- "Spooky", skriven av Buddy Blue, James Cobb, Harry Middlebrooks och Mike Shapiro, framförd av Imogen Heap
- "Bad Case of Lovin' You", skriven av John Martin, framförd av Emerson Hart
- "Colors", skriven och framförd av Amos Lee